# ديفيد وليامز (مدير)
ديفيد وليامز (بالإنجليزية: David Williams)‏ هو مدير بريطاني، ولد في 21 سبتمبر 1951.